# Salzmäß
Das Salzmäß, auch nur Mäß genannt, war ein Volumenmaß im Schweizer Kanton Zürich. Es war kein eigenständiges Maß, sondern wurde vom Mäßli abgeleitet und nach seinem Verwendungszweck, dem Handel mit Salz, benannt. Mäßli selbst war in verschiedenen Kantonen ein Volumenmaß, auch für sogenannte trockene Früchte. Von den Maßen Mäß und Mäßli unterscheidet sich das Maß nur in Anwendung und Größe, aber nicht in der Teilung in kleineren Maßen.
- 1 Salzmäß = 4 Viertel = 4638 Pariser Kubikzoll = 92,019 Liter